# Danthonia malacantha
Danthonia malacantha är en gräsart som först beskrevs av Ernst Gottlieb von Steudel, och fick sitt nu gällande namn av Pilg.. Danthonia malacantha ingår i släktet knägrässläktet, och familjen gräs. Inga underarter finns listade i Catalogue of Life.